# Andreas Luppius

Andreas Luppius, Kupferstich aus dem Jahr 1697

Andreas Luppius (latinisiert aus Andreas Luppe; * 19. Dezember 1654 in Groß Kyhna; † 1731) war ein pietistischer und mystischer deutscher Verleger, Buchhändler und Kupferstecher. Seine Bedeutung liegt insbesondere in der frühen Verbreitung pietistischer Werke in Europa.

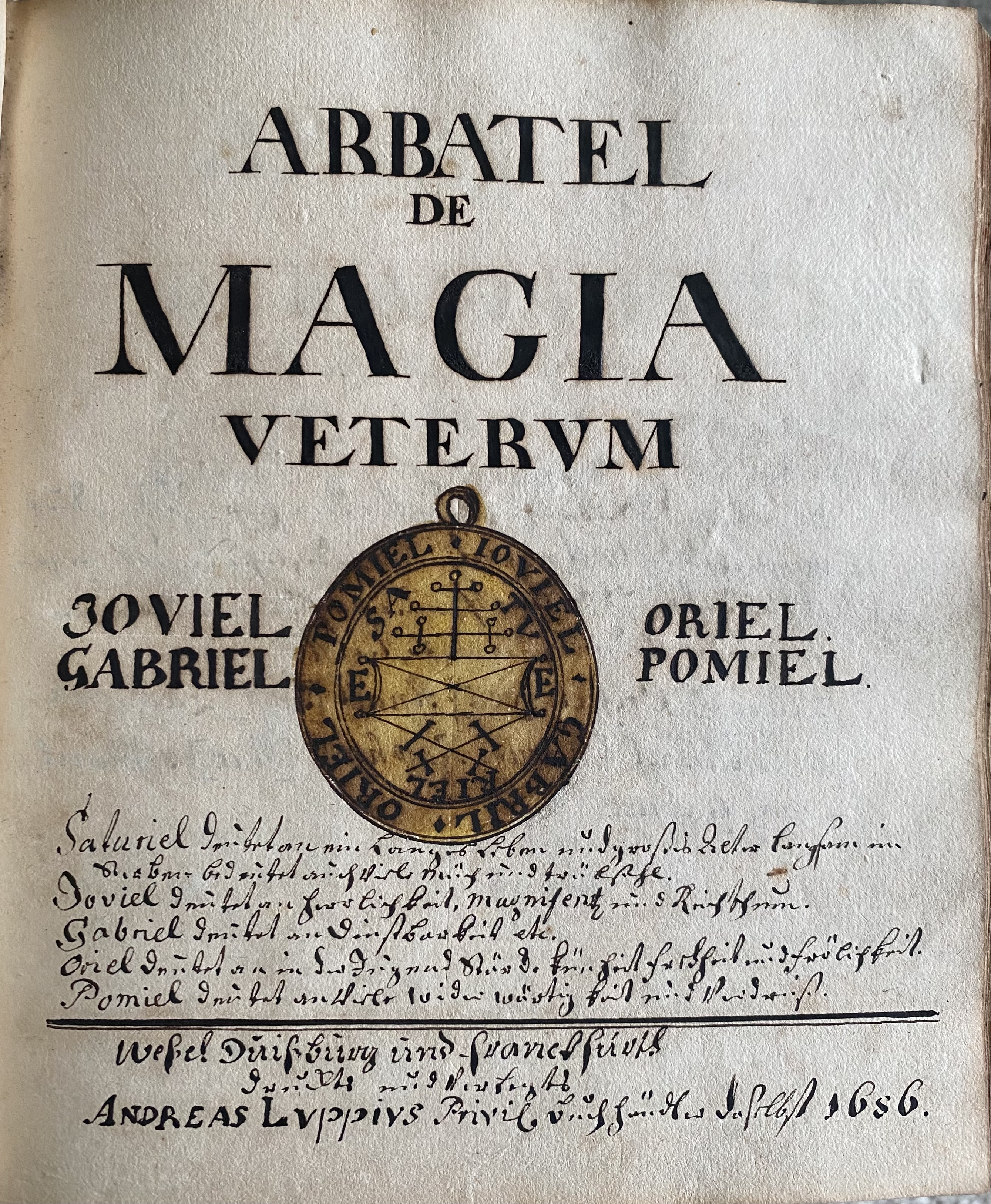

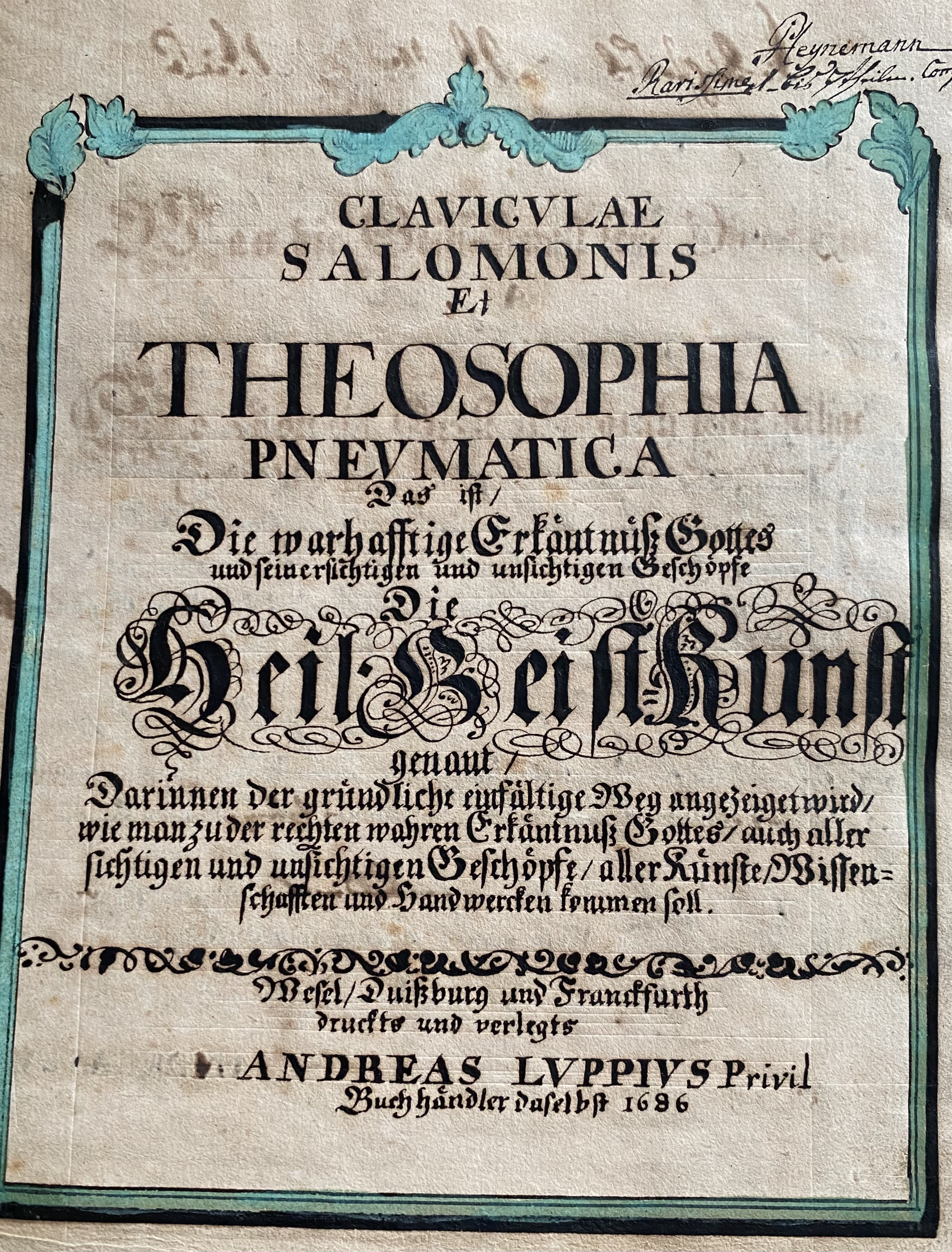

## Leben
Andreas Luppe wurde am 19. Dezember 1654 in Groß Kyhna in Sachsen als Sohn des Pfarrers Gregorius Luppe und dessen Ehefrau Susanne, geborene Fischer. Andreas Luppe bevorzugte jedoch die latinisierte Schreibung Luppius seines Namens. Der Leipziger Oberstadtschreiber und Syndikus Gregorius Luppe war sein Großvater. Nach dem Studium an der Universität Leipzig wurde Luppius als Buchhändler in Nimwegen tätig, von wo aus er nach Wesel, Duisburg, Amsterdam und Frankfurt am Main expandierte, später nach Dresden, Leipzig,  Halle an der Saale und Berlin. Das Verlegen pietistischer Werke ermöglichte ihm eine Karriere am Hofe der Königin Sophie Charlotte von Preußen, welche ihn 1703 zum Hofbuchdrucker, -kupferstecher, -kunst und -buchhändler ernannte; später wurde er auch zum Direktor der Königlichen Kunstakademie Lützenburg und zum Bürgermeister Lützenburgs gekürt. Nach einer zweifelhaften Heiratsangelegenheit fiel er jedoch in Ungnade und wurde fallen gelassen. Nach einer Verhaftung zwei Jahre später und mehreren erfolglosen Gesuchen auf Privilegierung seiner Druckerei verschlechterte sich seine Lage zunehmend, er war gezwungen seine Häuser zu verkaufen und starb geschlagen im Jahre 1731.
Andreas Luppius verlegte unter anderem Schriften von Jean de Labadie, Theophrastus Paracelsus, Johann Tauler, Jakob Böhme und Philipp Jacob Spener. Des Weiteren gab er astrologische und kabbalistische Literatur heraus, im Jahre 1686 auch eine Neuauflage des Zauberbuches Arbatel. Im Jahr 1700 verlegte er die ersten pietistischen Gesangbücher.
Unter seinen Kupferstichen befinden sich die erste Auflage des Leibniz-Stich von Martin Bernigeroth sowie das Verlegen von Stichen von August Hermann Francke, Jakob Böhme, Paracelsus, Quirinus Kuhlmann, Joachim Justus Breithaupt, Martin Luther und Philipp Melanchton.
Er war ein Freund Philipp Jacob Speners und Quirinus Kuhlmanns; sein indes als hitzköpfig und unstet beschriebener Charakter verhinderte jedoch längere Freundschaften, sodass es zu mehreren Zerwürfnissen kam. Er verfasste einige Gedichte auf Gottfried Wilhelm Leibniz.